# كيث كريستيانسن
كيث كريستيانسن (بالإنجليزية: Keith Christiansen)‏ هو لاعب هوكي جليد أمريكي، ولد في 14 يوليو 1944 في فورت فرانسيس في كندا، وتوفي في 5 نوفمبر 2018 في دولوث في الولايات المتحدة بسبب ذات الرئة.

## وصلات خارجية
- كيث كريستيانسن على موقع HockeyDB.com (الإنجليزية)
- كيث كريستيانسن على موقع Hockey-Reference.com (الإنجليزية)
- كيث كريستيانسن على موقع اللجنة الأولمبية الدولية (الإنجليزية)
- كيث كريستيانسن على موقع أوليمبيديا (الإنجليزية)